# Tell Me Something I Don't Know
"Tell Me Something I Don't Know" é uma canção de Selena Gomez que foi lançada como um single promocional para o filme Another Cinderella Story em 5 de agosto de 2008 no iTunes. Uma versão para a Radio Disney, que não cita o Furacão Katrina, foi lançada em 9 de setembro de 2008. O single esteve presente no Kidz Bop 15 e, depois, uma diferente versão da canção, produzida por Rock Mafia, foi lançada no álbum de estreia de Selena Gomez & the Scene, Kiss & Tell. A faixa também está incluída na coletânea For You (2014).

## Videoclipe
O videoclipe foi lançado em 30 de novembro de 2009 na conta oficial de Selena no Vevo. Ele começa com cenas da Selena limpando uma casa, quando é repreendida por outra empregada. Então, de repente, ela sai da casa e começa uma coreografia com seus dançarinos, enquanto a empregada a observa pela janela. No vídeo, quando Gomez fica na frente de um fundo preto, é mostrado letras da própria canção, "I'm ready for it" e "One in a million", voando ao redor dela.

## Paradas musicais

### Desempenho
| Parada (2008)                      | Melhor posição |
| ---------------------------------- | -------------- |
| Austrália (Hitseekers Singles)     | 13             |
| Estados Unidos (Billboard Hot 100) | 58             |